# Chip Robinson

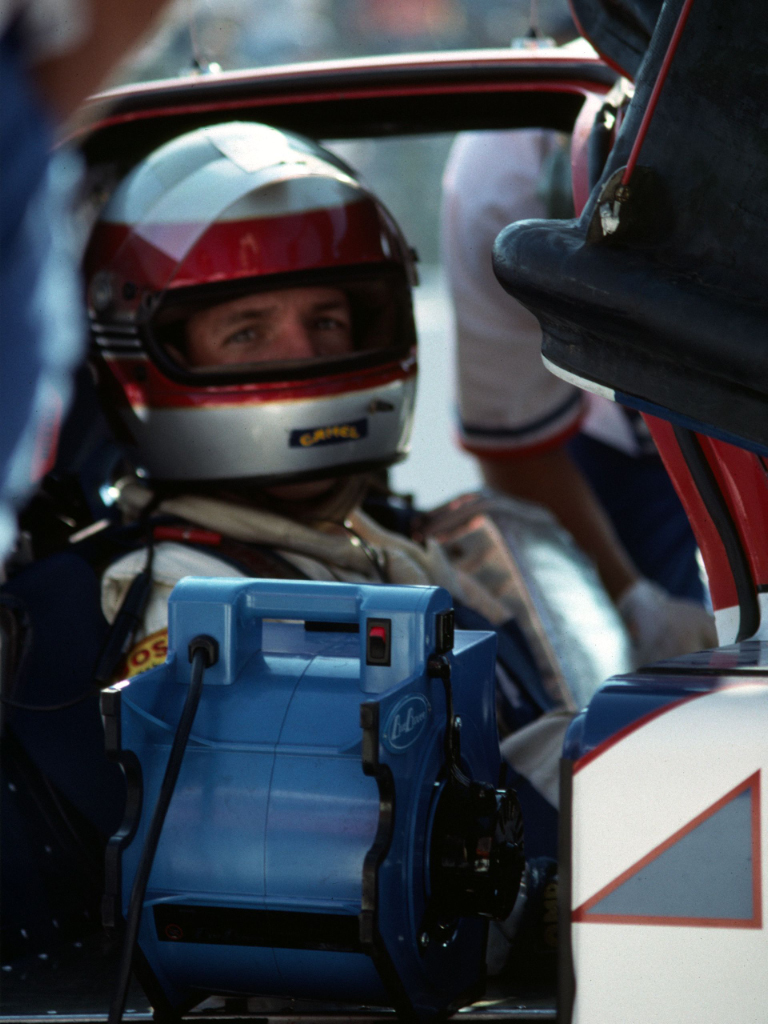
Chip Robinson im Nissan GTP ZX-Turbo, 1990 beim IMSA-GTP-Rennen in Del Mar

Edward Champlin „Chip“ Robinson (* 29. März 1954 in Philadelphia) ist ein ehemaliger US-amerikanischer Autorennfahrer. 

## Karriere
Chip Robinson war vor allem in der US-amerikanischen IMSA-GTP-Sportwagenserie aktiv. 1987 gewann der die Gesamtwertung der GTP-Klasse auf einem Porsche 962. Neben einer Vielzahl an Laufsiegen in der Meisterschaft – vor allem für das Werksteam von Nissan und als Partner von Geoff Brabham – gewann er 1987 das 24-Stunden-Rennen von Daytona sowie 1989 das 12-Stunden-Rennen von Sebring. In Daytona siegte er gemeinsam mit Al Holbert, Derek Bell und Al Unser junior in einem Porsche 962. Das Rennen in Sebring gewann er mit Geoff Brabham und Arie Luyendyk im Nissan GTP ZX-Turbo.
In Le Mans war er viermal am Start; beste Platzierung war der 13. Gesamtrang 1985. Einige Rennen – insgesamt fünf – bestritt er auch in der CART-Serie, wo ein sechster Rang in Long Beach 1987 sein bestes Einzelergebnis blieb.

## Statistik

### Le-Mans-Ergebnisse
| Jahr | Team                            | Fahrzeug     | Teamkollege   | Teamkollege         | Platzierung             | Ausfallgrund |
| ---- | ------------------------------- | ------------ | ------------- | ------------------- | ----------------------- | ------------ |
| 1985 | Jaguar Group 44                 | Jaguar XJR-5 | Bob Tullius   | Claude Ballot-Léna  | Rang 13 und Klassensieg |              |
| 1987 | Joest Racing                    | Porsche 962C | David Hobbs   | Sarel van der Merwe | Ausfall                 | Motorschaden |
| 1989 | Nissan International Motorsport | Nissan R89C  | Geoff Brabham | Arie Luyendyk       | Ausfall                 | Motorschaden |
| 1990 | Nissan Performance Technologie  | Nissan R90CK | Geoff Brabham | Derek Daly          | Ausfall                 | Motorschaden |

### Sebring-Ergebnisse
| Jahr | Team                          | Fahrzeug            | Teamkollege   | Teamkollege        | Platzierung | Ausfallgrund |
| ---- | ----------------------------- | ------------------- | ------------- | ------------------ | ----------- | ------------ |
| 1985 | Group 44                      | Jaguar XJR-5        | Bob Tullius   |                    | Rang 4      |              |
| 1986 | Group 44                      | Jaguar XJR-7        | Bob Tullius   | Claude Ballot-Léna | Ausfall     | Ölpumpe      |
| 1987 | Holbert Racing                | Porsche 962         | Al Holbert    |                    | Rang 2      |              |
| 1988 | Holbert Racing                | Porsche 962         | Al Holbert    |                    | Ausfall     | Motorschaden |
| 1989 | Electramotive Engineering     | Nissan GTP ZX-Turbo | Geoff Brabham | Arie Luyendyk      | Gesamtsieg  |              |
| 1990 | Nissan Performance Tech.      | Nissan GTP ZX-Turbo | Geoff Brabham | Derek Daly         | Rang 2      |              |
| 1991 | Nissan Performance Tech.      | Nissan NPT-90       | Bob Earl      | Julian Bailey      | Rang 2      |              |
| 1992 | Nissan Performance Technology | Nissan NPT-91A      | Bob Earl      | Arie Luyendyk      | Ausfall     | Motorschaden |
| 1993 | Joest Porsche Racing          | Porsche 962C        | Manuel Reuter | Louis Krages       | Ausfall     | Unfall       |